# L.A. Woman
Az 1971-es L.A. Woman Jim Morrison halála előtt megjelent utolsó The Doors nagylemez. A zenekar repertoárjában ez a leginkább blues-os hangzású összeállítás. Szerepel az 1001 lemez, amit hallanod kell, mielőtt meghalsz című könyvben.
A lemez újrakevert verziója DVD-Audió-n is megjelent.

## Az album dalai
|     | Cím                                     | Szerző(k)                                     | Hossz |
| --- | --------------------------------------- | --------------------------------------------- | ----- |
| 1.  | The Changeling                          | Jim Morrison, The Doors                       | 4:21  |
| 2.  | Love Her Madly                          | Robby Krieger, The Doors                      | 3:20  |
| 3.  | Been Down So Long                       | Jim Morrison, The Doors                       | 4:12  |
| 4.  | Cars Hiss by My Window                  | Jim Morrison, The Doors                       | 4:41  |
| 5.  | L.A. Woman                              | Jim Morrison, The Doors                       | 7:53  |
| 6.  | L'America                               | Jim Morrison, The Doors                       | 4:38  |
| 7.  | Hyacinth House                          | Jim Morrison, The Doors                       | 3:12  |
| 8.  | Crawling King Snake                     | Tony Hollins, Bernard Besman, John Lee Hooker | 5:00  |
| 9.  | The WASP (Texas Radio and the Big Beat) | Jim Morrison, The Doors                       | 4:15  |
| 10. | Riders on the Storm                     | Jim Morrison, The Doors                       | 7:15  |

## Közreműködők

### Zenészek
The Doors
- John Densmore – dob
- Robby Krieger – gitár
- Ray Manzarek – orgona, zongora, billentyű, ének
- Jim Morrison – ének

Külső tagok
- Curtis Amy – szaxofon
- Marc Benno – gitár
- Jerry Scheff – basszusgitár

### Produkció
- Producerek: The Doors, Bruce Botnick
- Hangmérnök: Steve Hoffman
- Keverés: Bruce Botnick, Paul Rothchild
- Újrakeverés: Bruce Botnick
- Design, ötlet: Carl Cossick
- Fotográfus: Wendell Hamick

## Helyezések

### Album
| Év   | Lista      | Helyezés |
| ---- | ---------- | -------- |
| 1971 | Pop Albums | 9        |

### Kislemezek
| Év   | Kislemez            | Lista       | Helyezés |
| ---- | ------------------- | ----------- | -------- |
| 1971 | Love Her Madly      | Pop Singles | 11       |
| 1971 | Riders On The Storm | Pop Singles | 14       |

## Külső hivatkozások
- L.A. Woman dalszövegek